# Nabil Fekir
Nabil Fekir (ur. 18 lipca 1993 w Lyonie) – francuski piłkarz algierskiego pochodzenia, występujący na pozycji ofensywnego pomocnika w klubie ze Zjednoczonych Emiratów Arabskich - Al-Jazira Club. W latach 2015-2020 reprezentant Francji. Wychowanek francuskiego zespołu Olympique Lyon.

## Kariera

### Kariera klubowa
Pierwsze treningi podjął w wieku siedmiu lat w zespole AC Villeurbanne. Następnie trafił do FC Vaulx-en-Velin, stamtąd do SC Caluire, a później do Olympique’u Lyon. W latach 2007–2010 ponownie był zawodnikiem małego klubiku z Vaulx-en-Velin, a zanim wrócił na stałe do Les Gones występował jeszcze w AS Saint-Priest (2010–2011).
W Ligue 1 zadebiutował 31 sierpnia 2013 roku. Na Parc des Sports w Annecy jego klub uległ Evian Thonon Gaillard 1:2. Fekir grał w tym spotkaniu przez 90 minut. Premierowe trafienie we francuskiej ekstraklasie zaliczył 27 kwietnia 2014 roku - OL pokonał wówczas Bastię 4:1. Grał w przegranym finale Coupe de la Ligue 2013/14 (triumfatorem tych rozgrywek zostało PSG).
23 lipca 2019 roku, za pośrednictwem oficjalnej strony internetowej hiszpański zespół Real Betis poinformował o zakontraktowaniu Nabila Fekira. Zawodnik z klubem związał się umową do 2023 roku
W Primera División zadebiutował 18 sierpnia w przegranym 1:2 meczu 1 kolejki u siebie z Valladolid, rozegrał pełne 90 minut. Pierwszego gola w La Liga strzelił 25 sierpnia w przegranym meczu wyjazdowym 2 kolejki 5:2 z FC Barcelona, wyprowadzając tym samym Real Betis na prowadzenie 0:1.

## Statystyki klubowe
Stan na dzień 23 lipca 2019 r.
| 2011/12            | Lyon B             | CFA                | 21  | 5  | — | — | — | — | —  | —  | 21  | 5  |
| 2012/13            | Lyon B             | CFA                | 31  | 5  | — | — | — | — | —  | —  | 31  | 5  |
| 2013/14            | Lyon B             | CFA                | 10  | 3  | 0 | 0 | 2 | 0 | 4  | 0  | 27  | 4  |
| 2013/14            | Olympique Lyon     | Ligue 1            | 11  | 1  | 0 | 0 | 2 | 0 | 4  | 0  | 27  | 4  |
| 2014/15            | Olympique Lyon     | Ligue 1            | 34  | 13 | 2 | 2 | 1 | 0 | 2  | 0  | 39  | 15 |
| 2015/16            | Lyon B             | CFA                | 1   | 0  | 0 | 0 | 0 | 0 | 0  | 0  | 10  | 4  |
| 2015/16            | Olympique Lyon     | Ligue 1            | 9   | 4  | 0 | 0 | 0 | 0 | 0  | 0  | 10  | 4  |
| 2016/17            | Olympique Lyon     | Ligue 1            | 32  | 9  | 2 | 1 | 1 | 0 | 13 | 4  | 49  | 14 |
| 2017/18            | Olympique Lyon     | Ligue 1            | 30  | 18 | 2 | 2 | 0 | 0 | 8  | 3  | 40  | 23 |
| 2018/19            | Olympique Lyon     | Ligue 1            | 29  | 9  | 3 | 0 | 1 | 0 | 6  | 3  | 37  | 12 |
| 2019/20            | Real Betis         | Primera División   | 3   | 2  | 0 | 0 | — | — | 0  | 0  | 3   | 2  |
| Łącznie w karierze | Łącznie w karierze | Łącznie w karierze | 210 | 68 | 9 | 5 | 5 | 0 | 33 | 10 | 254 | 82 |

## Odznaczenia
- Chevalier Legii Honorowej – nadanie 2018[3], wręczenie 2019[4][5]